# Cyclostyle

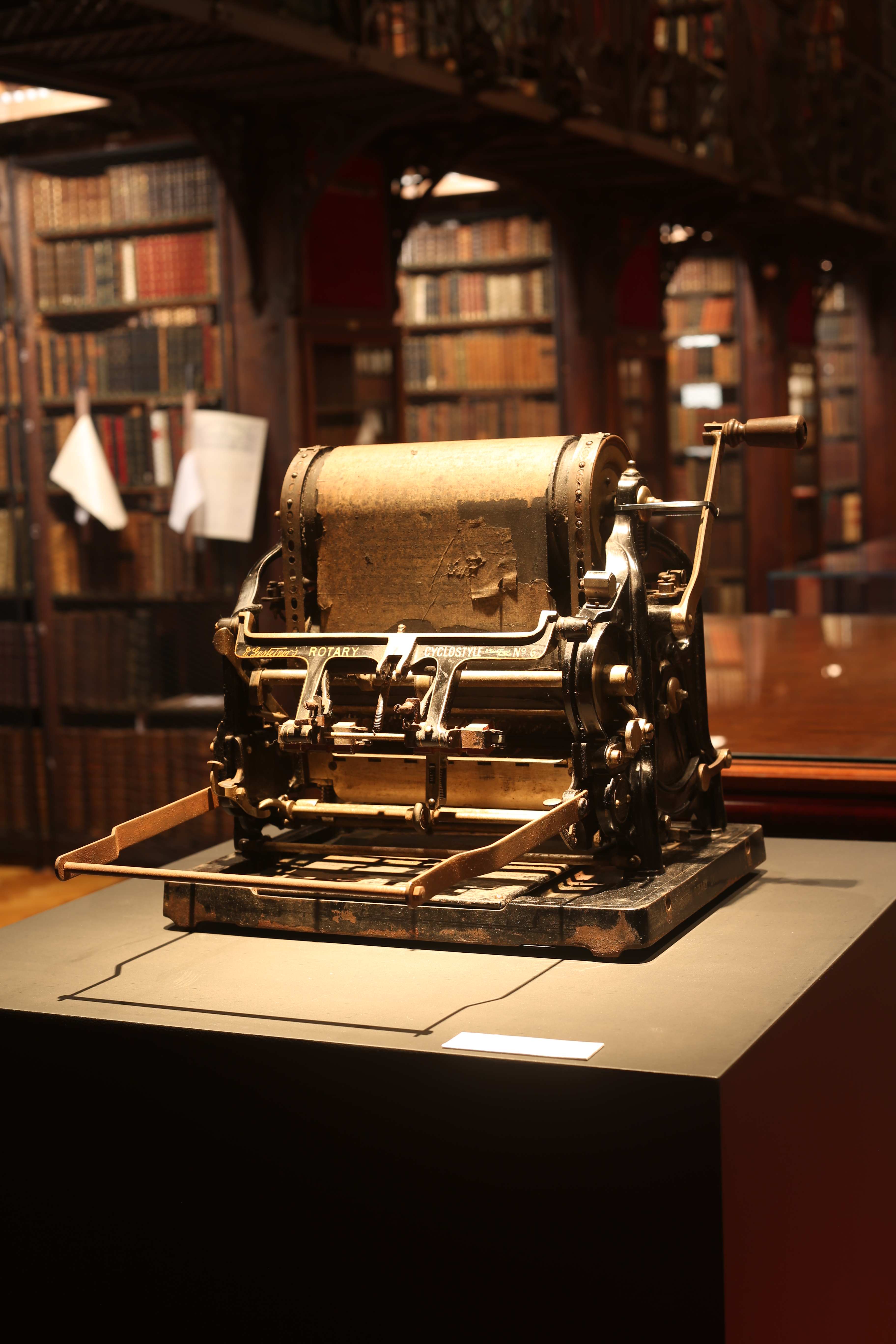
Un cyclostyle Gestetner.

Le cyclostyle est un duplicateur rotatif économique qui utilise un pochoir en papier ciré, inventé en 1881 par David Gestetner dans l'entreprise londonienne qui portait son nom.
Il fonctionne avec une feuille micro-perforée recouverte de cire (stencil paper) qui sert de pochoir et doit être placée sur un rouleau encreur afin de dupliquer un document.
Par extension, on appelle « cyclographie » le procédé de duplication rotatif par pochoir micro-perforé.

## Procédé
Le cyclostyle tient son nom de l'outil original : un stylet doté d'une roulette à dents. Cet outil permet de micro-perforer une feuille paraffinée ou une feuille de celluloïd en repassant sur les tracés d'un document original. La feuille perforée devient ainsi un pochoir. À l'aide d'un rouleau encreur, les micro-perforations du pochoir laissent passer l'encre afin de réaliser des duplications.

## Design et modernisation
Le grand designer Raymond Loewy participa au design et à la modernisation du cyclostyle de l'entreprise Gestetner. 

## Note et référence
1. ↑  (en) « Antique Copying Machines », sur officemuseum.com, Early Office Museum (consulté le 10 novembre 2017).